# Almir dos Santos
Almir dos Santos, född 4 september 1993, är en brasiliansk friidrottare som tävlar i tresteg. Han har även tävlat i längdhopp och höjdhopp. dos Santos deltog vid olympiska sommarspelen 2020 och 2024.

## Personliga rekord
- Tresteg: 17,53 m, 12 maj 2018 i Baie-Mahault
- Längdhopp: 7,96 m, 2 april 2017 i Buenos Aires
- Höjdhopp: 2,18 m, 19 juli 2014 i Buenos Aires